# 出直し選挙
出直し選挙（でなおしせんきょ）は、地方公共団体の長の職の退職を申し出た者が当該退職の申立てがあったことにより告示された地方公共団体の長の選挙に立候補して行われる選挙（公職選挙法259条の2）。

## 概要
すなわち地方公共団体の長の職にある者（都道府県知事・市町村長）が、その職を退職し、その退職によって実施されることとなった選挙（都道府県知事選挙・市町村長選挙）に再び立候補して行われる選挙である。
通常、地方公共団体の長の任期は選挙の日から起算され（公職選挙法259条）、地方公共団体の長の任期は4年とされている（地方自治法140条1項）。しかし、出直し選挙の場合には現職首長が対立陣営の準備不足を狙って不意打ち的に辞任して選挙に出直し立候補をして当選後の4年の任期を確保する政治的戦略を目的とする出直し選挙の事例が多発して問題視されたために、公職選挙法は特例を設け、地方公共団体の長の職の退職を申し出た者が出直し選挙において当選人となったときは、その者の任期については退職の申立てによって告示された選挙がなかったものとみなして任期の計算がなされる（公職選挙法259条の2）。つまり、出直し選挙の当選者が、地方公共団体の長の退職を申し出て再び当選した者である場合には、その者の任期は出直し選挙前の任期の満了時まで（当初の任期の残任期間）ということになる。地方公共団体の長の職の退職を申し出た者以外の候補が当選した場合は通常通り4年の任期となる。また、不信任決議可決やリコールによる失職による出直し選挙には適用されない。この仕組みは1962年の法改正で導入された（1956年には前述の理由から辞職した都道府県知事と市長は当該退職の申立があったことにより告示された当該地方首長選挙への立候補を不可能とする法改正がされたが、弊害が指摘されたために1962年には町村長も含めた地方首長は辞職しても立候補自体はできるが前述のように前職が当選した場合は任期としては当該選挙がなかったものと扱う旨の法改正がされた）。

## 事例等
- 出直し選挙で前職首長のみが立候補をして無投票当選となる例もあるが、1962年以降の場合は任期は当選から4年ではなく残り任期となる。無投票当選の場合は選挙戦が行われるよりも地方自治体の費用が抑えられる面はあるが、それでも投票用紙や選挙ポスターの公設掲示板などの準備等で費用はかかる。出直し選挙が無投票当選になった例として2009年岐阜市長選挙などがある。
- 2010年に和歌山県の白浜町長選挙では、任期が間近に迫った町長が民意を問うために辞職し、3月7日に出直し選挙が行われて現職の町長（当時）が再選されたが、公職選挙法259条の2の規定によって前回の町長選挙から2週間あまりしかたたない同年3月22日に再び任期満了の選挙が行われて新人が町長に当選し、半月の間に2度も町長選挙が実施されるという異例の事態が発生した。
- 2014年大阪市長選挙では出直し選挙となったが、前職の橋下徹が率いる大阪維新の会以外の主要政党が擁立を見送ったことで橋下以外の3人はいわゆる泡沫候補であった。選挙結果は橋下が37万7472票で再選したが、無効票が6万7506票となり落選者3人の得票合計の5万3895票よりも多い事態となった。大阪市が支出した選挙費用約5億円は税金の無駄遣いだったとして、市民団体のメンバーらが出直し選挙を実施した橋下に同額の支払いを請求するよう大阪市に求める訴訟を起こしたが、2015年9月10日に大阪地裁は「市長が自発的に退職し、選挙で住民の意思を問うことが許されるのは明らか」と違法性を否定して請求を棄却した。
- 2019年3月に松井一郎が大阪府知事を、吉村洋文が大阪市長をそれぞれ辞職し、次回首長選挙では出直し選挙規定を避けるために松井一郎前大阪府知事が2019年4月の大阪市長選挙に、吉村洋文前大阪市長が2019年4月の大阪府知事選挙にそれぞれ立候補する「出直しクロス選挙」が行われた。
- 2014年5月に神奈川県鎌倉市と埼玉県所沢市は総務省に対して、現職首長が当選後の4年の任期を確保する政治的戦略目的に反しない範囲で市議選等と同時にダブル選挙を実施して経費節減と投票率向上を図る場合は任期の制限を受けない「特例の不適用」を求める提案をしたが、同年8月に総務省から「対応することは困難」という結論が示された[1]。